# هپی ولی، شهرستان کالاوراس، کالیفرنیا
هپی ولی (به انگلیسی: Happy Valley) یک منطقهٔ مسکونی در ایالات متحده آمریکا است که در شهرستان کالاوراس، کالیفرنیا واقع شده‌است. هپی ولی ۴۶۰ متر بالاتر از سطح دریا واقع شده‌است.